# Chapelle Saint-Charles de la Croix-Saint-Simon
La chapelle Saint-Charles de la Croix-Saint-Simon se situe dans le 20e arrondissement de Paris.
Ce site est desservi par la station de métro Porte de Montreuil.

## Présentation
Située au 16 bis de la rue de la Croix-Saint-Simon, c'est une des églises de la paroisse catholique de Saint-Germain de Charonne. Il y a trois églises sur cette paroisse : celle du Moyen Âge, l'église Saint-Germain de Charonne, se situant au no 4, place Saint-Blaise, l'église Saint-Cyrille Saint-Méthode, juste en face, et enfin cette chapelle, proche de l’hôpital du même nom.

### Articles liés
- Église Saint-Germain de Charonne
- Liste des édifices religieux de Paris
- Archidiocèse de Paris